# Lžičník

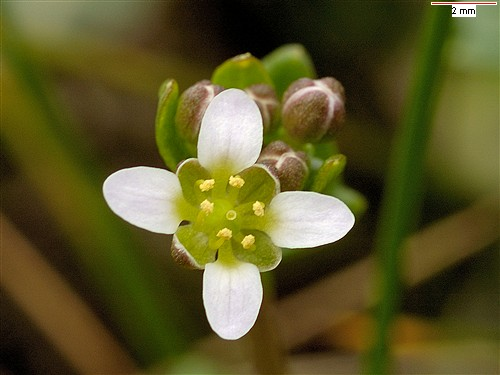
Květ lžičníku dánského

Lžičník (Cochlearia) je rod, většinou bíle kvetoucích nenáročných rostlin, tvořený asi 30 druhy z nichž jediný lžičník lékařský se vyskytuje v přírodě České republiky.

## Rozšíření
Druhy rodu lžičník jsou rozšířené v Evropě, Asií, Africe i v Severní Americe. Vyznačují se velkou ekologickou rozmanitostí, některé druhy např. C. anglica, C. danica, C. groenlandica, C. officinalis jsou v zásadě omezeny na přímořské biotopy, jiné např. C. macrorrhiza, C. polonica, C. tatrae jsou naopak vysloveně vnitrozemské a většinu z nich lze zároveň vzhledem k malému areálu výskytu považovat za endemity.

## Popis
Jednoleté, dvouleté i vytrvalé lysé byliny s jednoduchými nebo rozvětvenými přímými, vystoupavými nebo poléhavými lodyhami které rostou z tenkých kořenů (jednoletky) nebo z vícehlavých kořenů s oddenky (trvalky). Přízemní řapíkaté nebo přisedlé listy jsou okrouhlé, ledvinovité nebo srdčité. Listy přibližně shodného tvaru střídavě vyrůstající na lodyhách jsou u báze srdčitě až šípovitě objímavé. Všechny listy bývají po okrajích celistvé a někdy zvlněné, zubaté či vroubkované.
Na lodyhách rostoucí oboupohlavné květy jsou obvykle bez listenů a vyrůstají v hroznovitých květenstvích nebo řidčeji osamoceně. Mají čtyři vejčité až vejčitě kopinaté, vypouklé, zelené kališní lístky a čtyři elipsovité, vejčité až obvejčité, výrazně delší korunní lístky nejčastěji bílé, vzácněji narůžovělé, nafialovělé nebo krémově žluté barvy. V květu je šest tyčinek s volnými nitkami nesoucí prašníky a boční nektaria. Vejčitý nebo okrouhlý semeník obsahující tři až padesát vajíček má krátkou čnělku s hlavičkovou bliznou.
Plody jsou vejčité, kulovité nebo elipsovité šešulky které jsou dvoudílné, pukající, až 7 mm velké a mají na vrcholu krátkou suchou čnělku. Obsahují v jedné nebo dvou řadách uložená hnědá, elipsoidní, na povrchu jemně bradavčitá semena.

## Název
Latinský název je odvozen od řeckého slova κοχλίας (spirála, šnek). Český název je odvozen od podobnosti se slovem naběračka (nářečně a polsky chochla) z latinského cochlearium (zahnuté římské lžičky na šneky). Lžičník obsahuje vitamín C, který působil proti kurdějím (scurvy) a odtud i jeho anglický název (scurvy-grass).